# Nekrolog 1717
Nekrolog
◄◄
| ◄
| 1713
| 1714
| 1715
| 1716
| 1717 | 1718 | 1719 | 1720 | 1721 | ► | ►►
Weitere Ereignisse | Allgemeiner Nekrolog 1717
Die Beschreibung der verstorbenen Person sollte so kurz wie möglich gehalten sein und nur deren signifikante Tätigkeit(en) enthalten.
Neue Namen ggf. auch unter dem Geburts- und Sterbedatum, also etwa unter 1. Januar und im Geburts- und Sterbejahr (2024) eintragen (nur bei entsprechender großer Wichtigkeit). Für Beispiele siehe die schon vorhandenen Artikel.
Außerdem über die fünf zuletzt Verstorbenen, zu denen es einen ausreichend guten Artikel für eine Präsentation auf der Hauptseite gibt, nach der todesbedingten Überarbeitung der Artikel ggf. auch unter Wikipedia Diskussion:Hauptseite informieren und sie am besten auch in den anderen Wikipedia-Sprachversionen eintragen. Tipp: Regelmäßig bei news.google.de nach „ist tot“, „gestorben“ oder „verstorben“ suchen.
Wenn eine Person gestorben ist, gibt es viele Seiten zu dieser Person in der Wikipedia, die davon auch betroffen sind und entsprechend aktualisiert werden müssen. Beispiele: Namenübersichtsseite, Geburtsjahr, Geburtsort-Seiten und viele mehr.
Wie finde ich die betroffenen Seiten?
Im Suchfeld auf der linken Seite gibt man den Suchbegriff so ein: „Vorname Nachname“. Dann klickt man auf Volltext und alle Seiten mit entsprechendem Suchtext werden aufgerufen. Hier sieht man dann schnell, wo auch das Todesjahr Sinn macht oder sogar ein Teil des Artikels angepasst werden muss. Auch hilft das „Werkzeug“ auf der linken Seite sehr gut, um solche Seiten aufzufinden: „Links auf diese Seite“. Somit ist die Wikipedia wieder aktuell in allen Bereichen! Hinweis: bei Eintragung der Kategorie „Gestorben JAHR“ wird der Missbrauchsfilter 49 ausgelöst, was jedoch nicht schlimm ist. Siehe: Spezial:Missbrauchsfilter/49
Dies ist eine Liste von im Jahr 1717 verstorbenen bekannten Persönlichkeiten. Die Einträge erfolgen innerhalb der einzelnen Daten alphabetisch sortiert. Tiere sind im Nekrolog für Tiere zu finden.

## Januar
| Tag        | Name                          | Beruf, bekannt als                                                                                 | Alter | Beleg |
| ---------- | ----------------------------- | -------------------------------------------------------------------------------------------------- | ----- | ----- |
| 2. Januar  | Bernhard von Thüringen        | Adliger                                                                                            | 73    |       |
| 4. Januar  | Gerhard Ritter                | Kaufmann und Ratsherr der Hansestadt Lübeck                                                        | 87    |       |
| 9. Januar  | George Friedrich von der Albe | preußischer Generalleutnant, Kommandeur der preußischen Truppen bei der Belagerung von Wismar 1715 |       |       |
| 12. Januar | Everhardus Gallenkamp         | Priester, Abt des Klosters Marienfeld                                                              |       |       |
| 12. Januar | Taddeo Luigi dal Verme        | italienischer Kardinal und Bischof                                                                 | 75    |       |
| 13. Januar | Maria Sibylla Merian          | Naturforscherin und Künstlerin                                                                     | 69    |       |
| 15. Januar | Johanna Sibylla Küsel         | deutsche Zeichnerin und Kupferstecherin                                                            |       |       |
| 17. Januar | Christian Walther             | deutscher lutherischer Theologe                                                                    | 61    |       |

## Februar
| Tag         | Name                          | Beruf, bekannt als                                                               | Alter | Beleg |
| ----------- | ----------------------------- | -------------------------------------------------------------------------------- | ----- | ----- |
| 4. Februar  | Johann Adam Seupel            | Straßburger Maler und Kupferstecher                                              | 54    |       |
| 5. Februar  | Anna Maria Wagemann           | Opfer der Hexenverfolgung                                                        |       |       |
| 11. Februar | Anton Julius Busmann senior   | Stadtsyndikus und Bürgermeister von Hannover                                     | 70    |       |
| 19. Februar | Heinrich Georg Henneberg      | deutscher Postmeister und Nachrichtenagent                                       |       |       |
| 23. Februar | Philipp Wilhelm von Boineburg | Reichsgraf, Erfurter Statthalter, Rektor                                         | 60    |       |
| 23. Februar | Magnus Stenbock               | schwedischer Feldmarschall                                                       | 51    |       |
| 23. Februar | Ehrenreich Weismann           | evangelischer Geistlicher; Wörterbuch-Verfasser                                  | 75    |       |
| Februar     | Agnes Le Louchier             | französische Tänzerin und Mätresse des bayerischen Kurfürsten Maximilian Emanuel |       |       |
| Februar     | Georg Christoph Stertzing     | deutscher Orgelbauer des thüringischen Barock                                    |       |       |

## März
| Tag      | Name                                 | Beruf, bekannt als                                        | Alter | Beleg |
| -------- | ------------------------------------ | --------------------------------------------------------- | ----- | ----- |
| 6. März  | Johann Christoph Bekmann             | deutscher Historiker und Chronist                         | 75    |       |
| 7. März  | Johann Gerhard Arnold                | deutscher Historiker, Konsistorialrat und Gymnasialrektor | 79    |       |
| 8. März  | Philipp Siegmund von Hagen           | preußischer Generalleutnant und Gouverneur von Geldern    |       |       |
| 15. März | Anton Friedrich Steding              | deutscher evangelischer Theologe                          | 64    |       |
| 16. März | Bernhard Reyder                      | deutscher Benediktinerabt                                 |       |       |
| 18. März | Martin Klinckow                      | Regierungsrat in Schwedisch-Pommern                       | 66    |       |
| 26. März | Johann Christoph Koch von Gailenbach | Augsburger Patrizier und Kaufmann                         |       |       |
| 27. März | Margaretha Susanna von Kuntsch       | deutsche Schriftstellerin                                 | 65    |       |

## April
| Tag       | Name                                  | Beruf, bekannt als | Alter | Beleg |
| --------- | ------------------------------------- | --- | ----- | ----- |
| 5. April  | Conradus von Cochem                   | deutscher Benediktiner und Abt von St. Pantaleon                                                                                       |       |       |
| 5. April  | Johann Heinrich von Gysenberg         | deutscher Adeliger und Domherr |       |       |
| 5. April  | Jean Jouvenet                         | französischer Maler des Klassizismus                                                                                                   |       |       |
| 13. April | Christian Friedrich Witt              | deutscher Kirchenmusiker und Komponist des Barock                                                                                      |       |       |
| 14. April | Johann Martin Veith                   | Schweizer Maler | 66    |       |
| 16. April | Hans Heinrich von Heßler              | königlich-polnischer und kurfürstlich-sächsischer Generalmajor und Steuerdirektor, Besitzer der Rittergüter Klosterhäseler und Gößnitz | 68    |       |
| 17. April | Friedrich Magnus zu Castell-Remlingen | deutscher Landesherr und Generalfeldmarschall                                                                                          | 70    |       |
| 21. April | Johann Christian Bacmeister           | deutscher Verwaltungsjurist und Kanzleidirektor in Celle                                                                               | 54    |       |
| 25. April | Winand Theodor von Wylre              | Bürgermeister der Reichsstadt Aachen                                                                                                   | 51    |       |
| 26. April | Samuel Bellamy                        | englischer Pirat |       |       |
| 26. April | Christian II.                         | Pfalzgraf und Herzog von Pfalz-Zweibrücken-Birkenfeld                                                                                  | 79    |       |
| 26. April | Andreas Adam Hochstetter              | deutscher lutherischer Theologe | 48    |       |
| 30. April | Benedikt Abelzhauser                  | Benediktinermönch und Gelehrter | 81    |       |

## Mai
| Tag     | Name                                           | Beruf, bekannt als             | Alter | Beleg |
| ------- | ---------------------------------------------- | ------------------------------ | ----- | ----- |
| 1. Mai  | Usi Tetu Utang                                 | Herrscherin von Sonbai Kecil   |       |       |
| 14. Mai | Giovanni Gaspare Zuccalli                      | Schweizer Architekt            |       |       |
| 15. Mai | Georg Christian Lehms                          | Dichter                        |       |       |
| 19. Mai | Melchior Friedrich Graf von Schönborn-Buchheim | deutscher Adliger              | 73    |       |
| 21. Mai | David Töpfer                                   | Kantor der Dresdner Hofkapelle |       |       |
| 27. Mai | Victoria Tugendreich von Kanitz                | deutsche Adlige                | 60    |       |
| 29. Mai | Tobias Dressel                                 | deutscher Orgelbauer           | 82    |       |

## Juni
| Tag      | Name                                   | Beruf, bekannt als                                                                                     | Alter | Beleg |
| -------- | -------------------------------------- | --- | ----- | ----- |
| 3. Juni  | Fernando de Alencastre Noroña y Silva  | Vizekönig von Neuspanien                                                                               |       |       |
| 5. Juni  | Jakob von Hamilton                     | schottischer Staatsmann in kurpfälzischen und kaiserlich-österreichischen Diensten                     |       |       |
| 9. Juni  | Jeanne-Marie Bouvier de La Motte Guyon | französische Mystikerin                                                                                | 69    |       |
| 12. Juni | Heinrich Burchard von Münchhausen      | braunschweig-lüneburgischer Drost                                                                      | 58    |       |
| 13. Juni | Vitus Scheffer                         | österreichischer katholischer Theologe, Philosoph und Mathematiker; Autor; Mitglied des Jesuitenordens |       |       |
| 15. Juni | Fabrizio Spada                         | Kardinal der römisch-katholischen Kirche                                                               |       |       |
| 20. Juni | Anna Leszczyńska                       | polnische Prinzessin                                                                                   | 18    |       |

## Juli
| Tag      | Name                          | Beruf, bekannt als                                   | Alter | Beleg |
| -------- | ----------------------------- | ---------------------------------------------------- | ----- | ----- |
| 1. Juli  | Anna Sophie von Dänemark      | Kurfürstin von Sachsen                               | 69    |       |
| 4. Juli  | Joachim Luhn                  | deutscher Maler                                      |       |       |
| 6. Juli  | Christoph Sonntag             | deutscher evangelisch-lutherischer Theologe          | 63    |       |
| 9. Juli  | Carl Franz Anton von Mansfeld | 2. Fürst von Fondi und kaiserlicher Kammerherr       | 38    |       |
| 12. Juli | Hieronymus Georgi             | deutscher Literaturforscher, Buchdrucker und Dichter | 58    |       |
| 19. Juli | Paul Anton von Kameke         | preußischer Staatsminister und General               | 43    |       |
| 21. Juli | Friedrich Kaltschmied         | Mediziner und Stadtphysicus in Breslau               | 74    |       |
| 23. Juli | Enoch Svantenius              | Pädagoge und Dichter                                 | 65    |       |

## August
| Tag        | Name                        | Beruf, bekannt als                                                          | Alter | Beleg |
| ---------- | --------------------------- | --------------------------------------------------------------------------- | ----- | ----- |
| 2. August  | Pedro da Silva              | erste Postzusteller Kanadas                                                 |       |       |
| 7. August  | Joanniki Lichud             | griechisch-russischer Philosoph, Theologe und Logiker                       | 84    |       |
| 13. August | Nicolas Perrot              | französischer Pelzhändler, Entdecker und Diplomat                           |       |       |
| 16. August | Johann Georg von der Hauben | Offizier der kaiserlichen Reichsarmee im Range eines Feldmarschall-Leutnant | 59    |       |
| 18. August | Damian Casimir von Dalberg  | Generalwachtmeister der kaiserlichen Reichsarmee                            | 41    |       |
| 20. August | Otto Heinrich von Friesen   | königlich-polnischer wirklicher ältester Geheimer Rat und Kanzler           | 63    |       |
| 25. August | Johannes Voorhout           | niederländischer Maler                                                      | 69    |       |
| 28. August | Peter Lütkens               | deutscher Jurist, Ratsherr und Bürgermeister von Hamburg                    | 81    |       |
| August     | William Blathwayt           | englischer Beamter und Politiker                                            |       |       |

## September
| Tag            | Name                                  | Beruf, bekannt als                                                             | Alter | Beleg |
| -------------- | ------------------------------------- | ------------------------------------------------------------------------------ | ----- | ----- |
| 1. September   | Johann Mützel                         | deutscher Architekt                                                            | 69    |       |
| 3. September   | Wolf Christoph Schenk zu Schweinsberg | deutscher Gutsbesitzer und Offizier                                            | 63    |       |
| 9. September   | Joachim von Ahlefeldt                 | holstein-gottorfischer und dänischer Staatsmann und Propst des Klosters Preetz |       |       |
| 14. September  | Johann Balthasar Beyschlag            | deutscher evangelischer Theologe und Kirchenliedkomponist                      | 47    |       |
| 18. September  | Philippe de Gentil de Langallerie     | französischer Adliger                                                          | 55    |       |
| 19. September  | Johann Baptist Samber                 | Salzburger Organist und Musiktheoretiker                                       | 63    |       |
| September      | Engelhard von Plüskow                 | kaiserlich habsburgischer Feldmarschall-Lieutenant                             |       |       |
| Ende September | Franz Leopold von Falkenstein         | kaiserlich österreichischer General der Kavallerie                             | 56    |       |

## Oktober
| Tag         | Name                                     | Beruf, bekannt als                                                | Alter | Beleg |
| ----------- | ---------------------------------------- | ----------------------------------------------------------------- | ----- | ----- |
| 3. Oktober  | Franz Hauser                             | deutscher, im Breisgau und im Elsass tätiger Bildhauer des Barock | 66    |       |
| 5. Oktober  | Georg Christopher von Schlippenbach      | Landmarschall im Herzogtum Kurland und Semgallen                  |       |       |
| 7. Oktober  | Michael Schreiber                        | deutscher lutherischer Theologe                                   | 55    |       |
| 13. Oktober | Wolfgang Caspar Printz                   | deutscher Komponist, Musikschriftsteller und Romanautor           | 76    |       |
| 15. Oktober | Ferdinand Friedrich I. von Degenfeld     | Herr zu Ehrstädt, Waibstadt, Unterbiegelhof und Wagenbach         | 56    |       |
| 16. Oktober | Giovanni Segala                          | italienischer Maler                                               | 55    |       |
| 24. Oktober | Christian Ludwig von Eberstein           | deutscher Beamter                                                 | 67    |       |
| 25. Oktober | Nicola Grimaldi                          | Kardinal der katholischen Kirche                                  | 71    |       |
| 26. Oktober | Catherine Sedley, Countess of Dorchester | Mätresse von König Jakob II. von England                          |       |       |
| 27. Oktober | Johann Jakob Herkomer                    | deutscher Baumeister des Barock                                   | 65    |       |

## November
| Tag          | Name                        | Beruf, bekannt als                                                                   | Alter | Beleg |
| ------------ | --------------------------- | ------------------------------------------------------------------------------------ | ----- | ----- |
| 2. November  | Johann Jakob Walther        | deutscher Komponist und Violinist                                                    |       |       |
| 16. November | Jean-Louis de Bussy-Rabutin | kaiserlicher Feldmarschall                                                           |       |       |
| 22. November | Sebastian Regondi           | italienischer Steinmetzmeister und Bildhauer des Barock, Richter in Kaisersteinbruch |       |       |
| 28. November | Leodegar Bürgisser          | Abt des Benediktinerklosters St. Gallen (1696–1717)                                  |       |       |

## Dezember
| Tag          | Name                            | Beruf, bekannt als                                                                             | Alter | Beleg |
| ------------ | ------------------------------- | ---------------------------------------------------------------------------------------------- | ----- | ----- |
| 1. Dezember  | Ferdinando Nuzzi                | italienischer Geistlicher, Bischof von Orvieto und Kardinal                                    | 72    |       |
| 2. Dezember  | Jacques L’Aumonier              | preußischer Generalleutnant, Chef des Infanterieregiments Nr. 13, Gouverneur der Festung Peitz |       |       |
| 2. Dezember  | Daniel Merck                    | deutscher Violinist und Stadtmusiker                                                           | 60    |       |
| 5. Dezember  | Richard Onslow, 1. Baron Onslow | englischer Adeliger und Politiker                                                              | 63    |       |
| 7. Dezember  | Johann Heinrich Behr            | deutscher Architekt                                                                            |       |       |
| 12. Dezember | Johann Carl Schott              | deutscher Antiquar, Numismatiker, Bibliothekar und Archäologe                                  |       |       |
| 14. Dezember | Otto Magnus von Dönhoff         | brandenburgisch-preußischer Generalleutnant und Gesandter                                      | 52    |       |
| 16. Dezember | Christoph Wilhad Hilcken        | deutscher Jurist und Oberaltensekretär der Freien und Hansestadt Hamburg                       | 53    |       |
| 21. Dezember | Johann Ernst II. von Hätzenberg | niederösterreichischer Landuntermarschall                                                      |       |       |
| 21. Dezember | Gustav Wilhelm von Wedel        | dänischer Feldmarschall, Münsterländer General                                                 | 76    |       |

## Datum unbekannt
| Tag | Name                        | Beruf, bekannt als | Alter | Beleg |
| --- | --------------------------- | --- | ----- | ----- |
|     | Abraham van Aardenberg      | niederländischer Holzblasinstrumentenmacher |       |       |
|     | Christian Felix Bauer       | Feldherr der Kaiserlich Russischen Armee und General der Kavallerie im Großen Nordischen Krieg                                                  |       |       |
|     | Floriano Arresti            | italienischer Organist und Komponist |       |       |
|     | Goffredo Cappa              | italienischer Geigenbauer |       |       |
|     | Nicola Cosimi               | italienischer Violinist und Komponist des Barock                                                                                                |       |       |
|     | Abraham Darby I             | englischer Eisenfabrikant |       |       |
|     | Andreas Eschenbrender       | Priester und Offizial in Köln |       |       |
|     | Barthold Holtzfus           | deutscher evangelischer Theologe |       |       |
|     | Lhabsang Khan               | Mitregent des Dalai Lama |       |       |
|     | Heinrich Linck              | deutscher Apotheker und Begründer eines bedeutenden Naturalienkabinetts                                                                         |       |       |
|     | Lochen Dharmaśrī            | Geistlicher der Mindröl-Ling-Tradition, einer Unterschule der Nyingma-Schule des tibetischen Buddhismus; 2. Minling Khenchen Rinpoche; Astronom |       |       |
|     | Friedrich Erhard Niedt      | deutscher Jurist, Musiktheoretiker und Komponist                                                                                                |       |       |
|     | Osei Tutu I.                | Gründer des Königreichs der Aschanti im heutigen Ghana                                                                                          |       |       |
|     | Philippe Rebille Philbert   | französischer Flötist |       |       |
|     | Daniel Purcell              | englischer Komponist |       |       |
|     | Gottfried Richter           | deutscher Orgelbauer |       |       |
|     | Georg Schrötter             | deutscher Bildhauer des Barock |       |       |
|     | Georg Strobl                | Zisterziensermönch |       |       |
|     | Wang Hui                    | chinesischer Maler |       |       |
|     | Christian von Weiler        | kurbrandenburgischer Chef der Artillerie und kaiserlicher Generalmajor                                                                          |       |       |
|     | Andrei Andrejewitsch Winius | russischer Übersetzer, Postmeister, Artillerieinspektor                                                                                         |       |       |
|     | Nicolaas Witsen             | niederländischer Diplomat, Kartograf, Forschungsreisender und Autor sowie Bürgermeister von Amsterdam                                           |       |       |